# 2066 Palala
2066 Palala eller 1934 LB är en asteroid i huvudbältet som upptäcktes 4 juni 1934 av den sydafrikanske astronomen Cyril V. Jackson i Johannesburg. Det har fått sitt namn efter Palala floden, en biflod till floden Limpopo i södra Afrika.
Asteroiden har en diameter på ungefär 17 kilometer.